# Podhradie, Topoľčany
Podhradie este o comună slovacă, aflată în districtul Topoľčany din regiunea Nitra. Localitatea se află la altitudinea de 434 m deasupra n.m., se întinde pe o suprafață de 30,1 km2 și în 2017 număra 293 de locuitori. Se învecinează cu comuna Zlatníky.

## Istoric
Localitatea Podhradie este atestată documentar din 1245.

## Demografie
| An:                | 1994 | 2004    | 2014   | 2024   |
| ------------------ | ---- | ------- | ------ | ------ |
| Număr de persoane: | 260  | 311     | 292    | 285    |
| Diferență:         |      | +19,61% | −6,10% | −2,39% |

| An:                | 2023 | 2024   |
| ------------------ | ---- | ------ |
| Număr de persoane: | 284  | 285    |
| Diferență:         |      | +0,35% |